# Lángoló június
A Lángoló június (Flaming June) Lord Frederic Leighton angol festő 1895-ben készült festménye. A 120×120 cm-es vászonra festett olajfestmény Leighton leghíresebb műve. A rajta ábrázolt nőalak az ókori görög nimfákra és najádokra emlékeztet, a jobb felső sarokban lévő mérgező oleanderág az álom és halál közti vékony határvonalat jelképezi. A festmény egy lehetséges modellje Dorothy Dene színésznő, egy másik pedig Mary Lloyd, aki több preraffaelita művész modellje is volt. A mű jelenleg a Puerto Ricó-i Ponce város szépművészeti múzeumában található.

## Keletkezése
A Lángoló június Leighton egy másik művén, a Nyári álom című festményen szereplő márványfürdő ábrázolásának részleteként született, de annyira megtetszett a festőnek, hogy úgy döntött, önálló művet alkot belőle. Az alvó nőalak megfestése sok gondot okozott Leightonnak. Számos vázlatot készített, hogy eldöntse, milyen pózban fesse meg, főleg azt volt nehéz természetesen beállítania, amilyen szögben a modell jobb karja fekszik. A tanulmányok alapján legalább négy előzetes vázlat készült, mielőtt Leighton a végleges mellett döntött. A tanulmányok közül négy meztelenül, egy felöltözve ábrázolja a nőalakot. A felöltözött alak a legkevésbé élethű, ami bizonyítja, hogy Leightonnak meztelen modellről kellett rajzolnia, hogy megfelelő legyen a végeredmény.
A Lángoló június Leighton legismertebb festménye lett. Az alvó nő ruhája áttetsző anyagának valósághű ábrázolása, a gazdag színvilág és a tökéletes élethűséggel megfestett márvány éppúgy jellemző a művész alkotásaira, mint a természetes fény használata. A naplemente a távolban olvadt aranynak tűnik.
2015-ben megtalálták a mű egy eredeti, ceruzával és krétával készült tanulmányát, amely a modell fejét ábrázolta, egy hálószobaajtó hátulján abban a villában, amelyet Bamber Gascoigne örökölt nagynénjétől. Mary Innes-Kertől, Roxburghe hercegnéjától. A művészettörténészek korábban is tudták, hogy a rajz létezik, mert szerepelt egy 1895-ös művészeti magazinban, de nem tudták, kinél található; a hercegné valószínűleg nem sokkal Leighton halála után vásárolta meg.

## Története
A festményt első tulajdonosa, a The Graphic magazin azért vásárolta meg, hogy jó minőségű reprodukciókat készítsen róla, melyeket karácsonyi ajándékként osztogatott 1895-ben. Mikor Leighton 1896 januárjában meghalt, a magazin kirakta a festményt irodája ablakába, mely előtt a temetési menet elhaladt. Az 1900-as évek elején kölcsönadták a képet az Ashmolean Múzeumnak, innentől nem lehet nyomon követni, mi történt vele, míg az 1960-as évek elején elő nem került egy battersea-i lakóházból, ahol bedobozolva tartották. Andrew Lloyd Webber nem sokkal később meglátta egy üzletben a Kings Roadon, de a nagymamája nem volt hajlandó kölcsönadni neki ötven fontot rá, és kijelentette, hogy „nem kell ilyen viktoriánus szemét a lakásomba”.
A festményt az 1960-as években, amikor alacsony volt a viktoriánus festmények iránti kereslet, az alacsony 140 amerikai dollárért sem sikerült eladni (ez mai áron kb. 840 dollárnak felelne meg). 1963-ban Luis A. Ferré Puerto Ricó-i iparmágnás és politikus, aki öt évvel később Puerto Rico kormányzója lett, európai útján festményeket és szobrokat igyekezett vásárolni az általa alapított Museo de Arte de Ponce számára. Egy amszterdami galériában talált rá René Taylorral együtt a Lángoló júniusra, ami elhagyatottan állt egy sarokban. Megtetszett neki a festmény, és a galériatulajdonost kérdezve megtudta, hogy senki nem akarta megvásárolni az ebben az időben túl régimódinak számító képet. Ferré 2000 angol fontot ajánlott a képért. Ferré fia, Antonio Luis Ferré évekkel később elmondta, hogy apja az egész éjszakát álmatlanul töltötte, mert félt, hogy a galériatulajdonos 
az utolsó pillanatban kihátrál a tranzakcióból és másnak adja el a festményt, mielőtt Ferré át tudná utalni a pénzt. Ferré reggel fel is hívta a tulajdonost, hogy megkérje, semmiképpen ne adja el a képet másnak. A galériatulajdonos megtartotta ígéretét, bár addigra már másoknak is megtetszett a festmény. A Lángoló június így került Ponce városának szépművészeti múzeumába, ahol díszhelyen állították ki. Később, mikor újra feltámadt az érdeklődés a viktoriánus kori művészet iránt, jelentős kiállításokra is kölcsönadták a világ különböző múzeumaiba. 2008-ban a madridi Pradóban 2009-ben a Stuttgarti Állami Galériában, 2015-ben a New York-i Frick Collectionben állították ki.
2016-ban a festményt kölcsönadták a kensingtoni Leighton-ház Múzeumnak, és abban a stúdióban állították ki, ahol a művész megfestette.

## A popkultúrában
A festmény látható Malcolm McLaren angol zenész 1989-ben megjelent Waltz Darling című albumának a borítóján. A Lángoló június ihlette az egyik dalt Paul Weller angol énekes-dalszerző 1995-ben megjelent Stanley Road című albumán. Szerepel Luis Miguel mexikói énekes Amarte es un placer című dalának videóklipjében is.